# Jana Nagyová (política)
Jana Nagyová (nascida a 26 de Setembro de 1970) é uma política checa do ANO que foi eleita membro do Parlamento Europeu em 2024. De 2016 a 2018, ela serviu como vice-prefeita de Jihlava. Está envolvida no caso Stork Nest, sobre alegações de fraude de subsídios na Agrofert. No dia 29 de Janeiro de 2025 compareceu perante a comissão de assuntos jurídicos do Parlamento Europeu para defender a sua imunidade parlamentar, que a protege de processos do tribunal superior de Praga.